# تانجومباتو
تانجومباتو (به لاتین: Tanjombato) یک منطقهٔ مسکونی در ماداگاسکار است که در آنالامانگا واقع شده‌است. تانجومباتو ۵۰٬۳۷۳ نفر جمعیت دارد و ۱٬۲۵۱ متر بالاتر از سطح دریا واقع شده‌است.